# Alexander von Cronhelm
Alexander von Cronhelm (* 1810 in Berlin; † 1846 ebenda) war ein deutscher Landschaftsmaler.

## Leben
Von Cronhelm studierte bei Wilhelm Schirmer in Berlin die Landschaftsmalerei. In den Jahren 1841/1842 lebte er in Rom. Von Cronhelm malte Landschaften in Italien und von der Ostsee-Küste (Hiddensee und Rügen), außerdem Architekturbilder. In den Jahren 1836, 1838 und 1844 beschickte er die Berliner Akademie-Ausstellung.